# Parque nacional de las islas de Similan
Las Islas Similan (en tailandés:สิมิลัน) formaron el parque nacional número 43 en año 1982. El parque nacional de las islas de Similan (Mu Ko Similan) está en el distrito de Kuraburi, provincia de Phang Nga, Tailandia del Sur. Se extiende por 140 kilómetros cuadrados.

## Clima
El verano va de mediados de marzo a mayo y la estación monzónica comienza desde mayo y va hasta octubre. La temperatura media durante todo el año es de 27 °C.
Normalmente, en la estación monzónica llueve mucho, hay tormentas y es peligroso para las turistas, por ello todos los años el parque nacional cierra del 16 de mayo hasta el 14 de noviembre y abre otra vez del 15 de noviembre hasta el 15 de mayo.

## Islas y atractivos turísticos
De sur a norte, las islas son las siguientes:

### เกาะหูยง (pronunciado/Koh Hu Yong/)
Koh Hu Yong, también llamada Koh Neung ( isla número uno), es la isla que tiene la playa más larga en las islas Similan. La arena de sus playas es especialmente blanca.

### เกาะปายัง (Pronunciado/Koh Payahng/)
Koh Payahng, también llamada Koh Song ( isla número dos), es una isla que está formada por acantilados de roca y no tiene playa.

### เกาะปาหยัน (Pronunciado/Koh Pahyan/)
Koh Pahyan, también llamada Koh Sam ( isla número tres), es una isla  que está formada por acantilados de roca y no tiene playa. En ella destaca la gran variedad de peces.

### เกาะเมียง (Pronunciado/Koh Miang/)
Koh Miang, también llamada Koh Si ( isla número cuatro), es una isla grande. En ella está la oficina del parque nacional, un centro de información turística, restaurantes y  bungalows. Hay 2 playas en esta isla.

### เกาะห้า (Pronunciado/Koh Ha/)
Koh Ha ( isla número cinco) es una pequeña isla, pero es un lugar muy interesante e impresionante para el buceo. La identidad de la isla es la anguila de dos colores (gris y blanco) a la  que le gusta salir de su hoyo, también conocido como “el jardín de la anguila”.

### เกาะปายู (Pronunciado/Koh Pahyoo/)
Koh Pahyoo, también llamada Koh Hok (La isla número seis), es una isla que está formada por acantilados de roca,  se puede encuentra arrecifes de corales que miden de 150 a 200 metros. En el este de la isla hay una playa.

### เกาะหินปูซาร์ (Pronunciado/Koh Hinpusar/)
Koh Hinpusar, también llamada Koh Ched (La isla número siete), la isla está formada por muchas rocas que se meten en al mar y miden de ancho 30 metros.  La visibilidad es muy adecuada para bucear.

### เกาะสิมิลัน (Pronunciado/Koh Similan/)
Koh Similan, también  llamada Koh Pad (La isla número ocho), es la isla más grande del parque nacional de las islas de Similan, con un área 5 kilómetros cuadrados. En el norte de Koh Similan hay una pequeña bahía curvada que se llama “Aw kuag ma” (bahía del zapato del caballo) por su forma curva. En el mar hay mucha vida natural.

### เกาะบางู (Pronunciado/Koh Ba Ngu/)
Koh Ba ngu, también llamada Koh Kao (La isla número nueve), es una isla que está formada por acantilados de roca. En el este de la isla hay las rocas que se meten en al mar que forman muchos arrecifes de corales impresionantes, se conoce entre buceadores en nombre “Christmas point” (punto de Navidad).

### เกาะบอน (Pronunciado/Koh Bon/)
Koh Bon, también llamada Koh Talu (La isla túnel) es característica y famosa  por el túnel natural que se ha formada por la erosión del mar que ahora atraviesa toda la isla por debajo.

### เกาะตาชัย (Pronunciado/Koh Tachai/)
Koh Tachai es la última isla  del parque nacional de las islas de Similan.

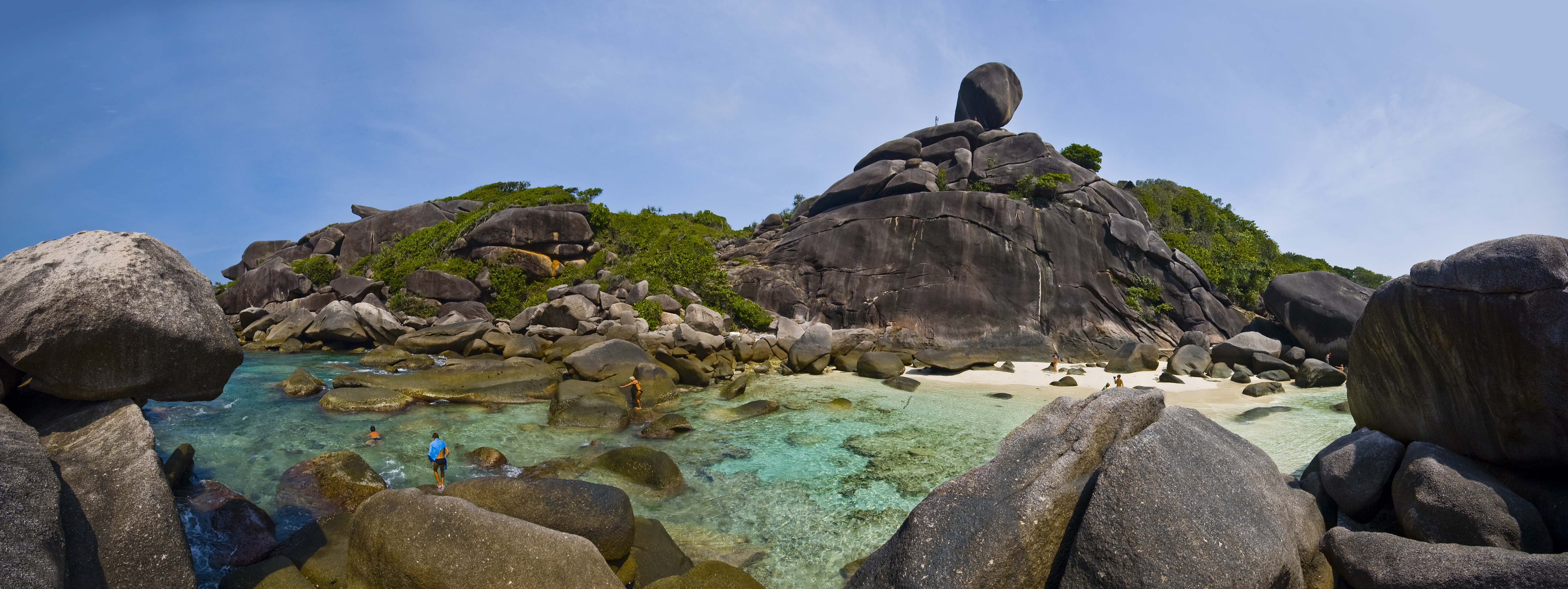
Panorama de Koh Similan.